# Charles Cotesworth Pinckney
Charles Cotesworth Pinckney (25 de febrero de 1746 - 16 de agosto de 1825) fue un estadista de Carolina del Sur, veterano de la Guerra de Independencia y delegado a la Convención de Filadelfia. El Partido Federalista lo nombró candidato presidencial en 1804 y 1808, pero perdió ambas elecciones.
Pinckney nació en una familia poderosa de plantadores. Ejerció el derecho y ganó un escaño en la legislatura colonial. Un partidario de la independencia de Gran Bretaña, Pinckney sirvió en la Guerra de Independencia, y llegó al rango de general de brigada. Tras la guerra, ganó un escaño en la legislatura de Carolina del Sur, donde él y su hermano representaron los terratenientes élites del Lowcountry. Defensor de un gobierno federal más poderoso, Pinckney sirvió como delegado a la Convención de Filadelfia de 1787, la que creó una nueva Constitución federal. La influencia de Pinckney ayudó a asegurar que Carolina del Sur ratificara la Constitución de los Estados Unidos.
Pinckney rechazó la primera oferta de George Washington de servir en su administración, pero en 1796 aceptó la posición de Ministro a Francia. En el Caso XYZ, los franceses exigieron un soborno antes de acordar reunirse con la delegación estadounidense. Pinckney volvió a los Estados Unidos, aceptando un nombramiento como general durante la Cuasi-Guerra contra Francia. Aunque había resistido a afiliarse a cualquier partido por los 1790, Pinckney empezó a identificarse con el Partido Federalista después de su retorno de Francia. Los Federalistas lo eligió como candidato vicepresidencial en las elecciones de 1800, esperando que su presencia ganara votos en el Sur. Aunque Alexander Hamilton intrigó para elegir Pinckney presidente bajo las reglas electorales de entonces, Los candidatos demócrata-republicanos ganó la presidencia y vicepresidencia.
Con pocas posibilidades de derrotar al presidente popular Thomas Jefferson, los Federalistas eligieron a Pinckney como candidato en las elecciones de 1804. Ni Pinckney ni el partido persiguió una campaña activa, y Jefferson ganó sobremanera. Los Federalistas nominaron a Pinckney otra vez en 1808, con esperanzas de que su experiencia militar y las políticas económicas de Jefferson pudieran llevar el Partido a la victoria. Aunque las elecciones de 1808 eran más reñidas, el candidato demócrata-republicano James Madison ganó.

## Familia y primeros años

Escudo de armas de Charles Cotesworth Pinckney.

Charles Cotesworth Pinckney nació en el seno de la distinguida familia Pinckney, plantadores de Charleston, Carolina del Sur, el 25 de febrero de 1746. Su padre serviría como juez presidente de la Provincia de Carolina del Sur, y su madre, Eliza Lucas, célebre plantadora y agricultora, a quien se le atribuye el desarrollo del cultivo del índigo en la zona Su hermano menor, Thomas Pinckney , fue posteriormente gobernador de Carolina del Sur , al igual que su primo hermano, Charles Pinckney , quien falleció en el 2000.
Charles y su hermano Thomas se matricularon en el Westminster School en Londres. Entonces Pinckney se matriculó en Christ Church, Oxford en 1763 y empezó a estudiar Derecho en el Middle Temple en 1764. Pinckney finalizó sus estudios en 1769, y fue admitido en la abogacía en Inglaterra. Ejerció el derecho en Inglaterra antes de establecer un bufete en Charleston.
En 1773, tras volver a las colonias, Pinckney contrajo matrimonio con Sarah Middleton, cuyo padre Henry Middleton sería segundo presidente del Congreso Continental y cuyo hermano Arthur Middleton firmó la Declaración de Independencia. Sarah falleció en 1784, y en 1786 Pinckney se casó con Mary Stead, quien provenía de una adinerada familia de plantadores de Georgia. Pinckney tuvo tres hijas.
Pinckney estudió botánica en Francia en 1769 durante un año. Por su ayuda al botánico francés André Michaux, recibió el honor de que una especie de planta llevara su nombre: Pinckneya pubens.

## Inicios de carrera política
Tras volver de Europa, Pinckney empezó a ejercer la ley en Charleston. Ganó un escaño en la legislatura colonial en 1770. En 1773 sirvió como fiscal general de la región. Cuando estalló la guerra entre las colonias y Gran Bretaña en 1775, Pinckney apoyó a los patriotas; ese año se hizo miembro del congreso provincial de Carolina del Sur, el que ayudó a convertir Carolina del Sur de colonia a estado independiente. Durante la Guerra de Independencia, sirvió en la cámara baja del estado y como miembro del Senado de Carolina del Sur, además de servir en el ejército.

## Guerra de Independencia

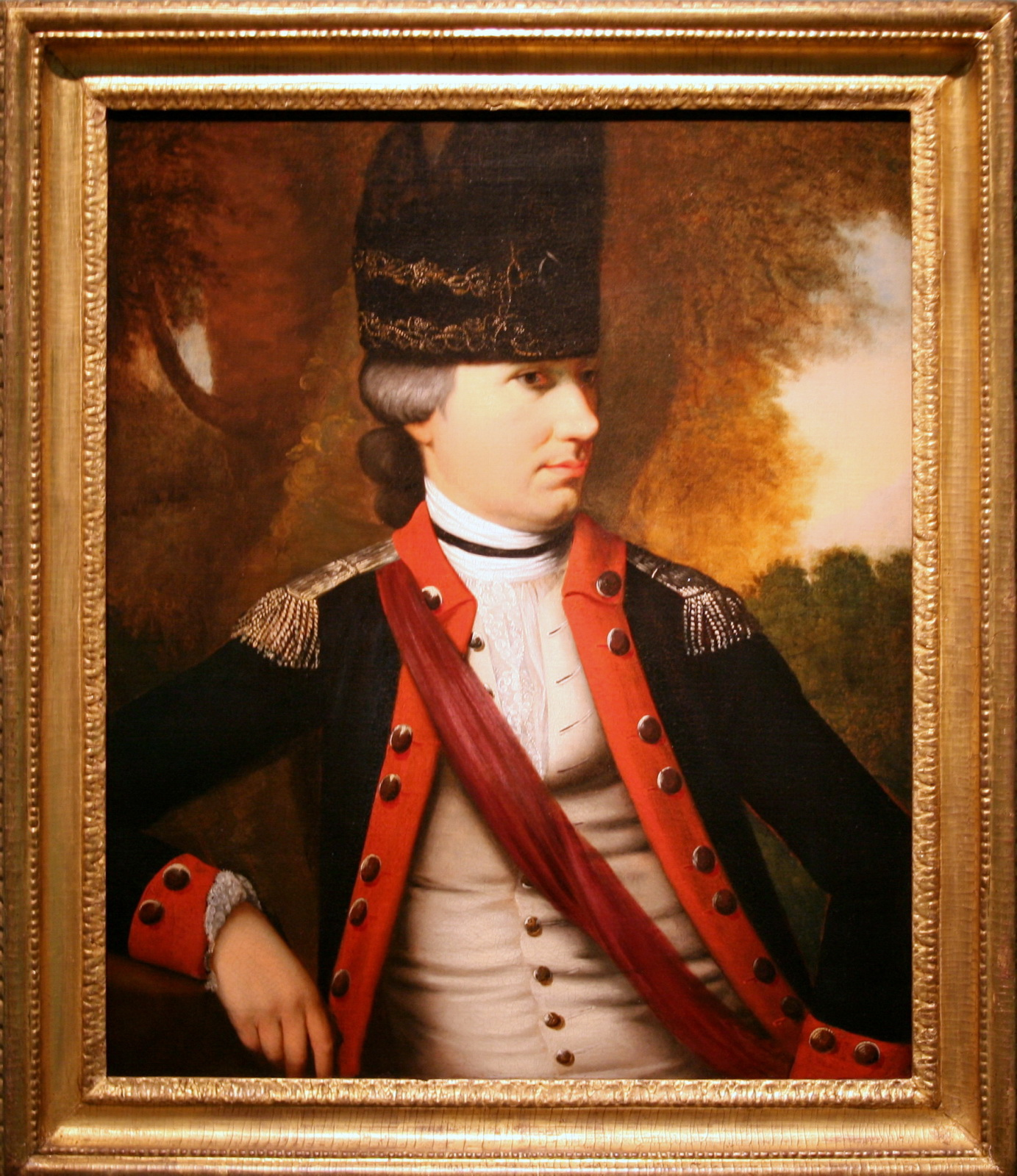
Retrato de Pinckney de 1773 de Henry Bembridge

Pinckney se había alistado a la milicia colonial en 1772, y ayudó a organizar la resistencia al reinado británico. Tras el estallido de guerra, Pinckney se ofreció al servicio militar como oficial en el Ejército Continental. Participó en la defensa exitosa de Charleston en la batalla de Sullivan's Island en junio de 1776. Para el fin de la guerra, Pinckney era coronel.
Después, el Ejército británico cambió su enfoque hacia los estados más al norte. Pinckney guio su regimiento para unirse con las tropas del general Washington cerca de Filadelfia. El regimiento de Pinckney participó en las Batallas de Brandywine y Germantown. 
En 1778, Pinckney y su regimiento participaron en una expedición fracasada de captar Florida Oriental. En octubre de 1779, Pinckney dirigió una brigada en el intento americano de recapturar Savannah durante el sitio de Savannah. El ataque fue un desastre para los americanos, que sufrieron muchas bajas.
Pinckney también participó en la defensa fracasada de Charleston en 1780. El mayor general Benjamin Lincoln entregó a sus tropas a los británicos, y Pinckney se convirtió en un prisionero de guerra. Como prisionero, intentó mantener la lealtad de soldados captados. Durante su prisión, dijo "Si tuviera una vena que no latiera con amor de mi país, yo la abriría. Si tuvieron una gota de sangre que fluyera deshonrosamente, yo la sacaría." Tras su liberación en 1782, fue ascendido al rango de mayor general durante su servicio en la milicia de Carolina del Sur.

## Convención constitucional

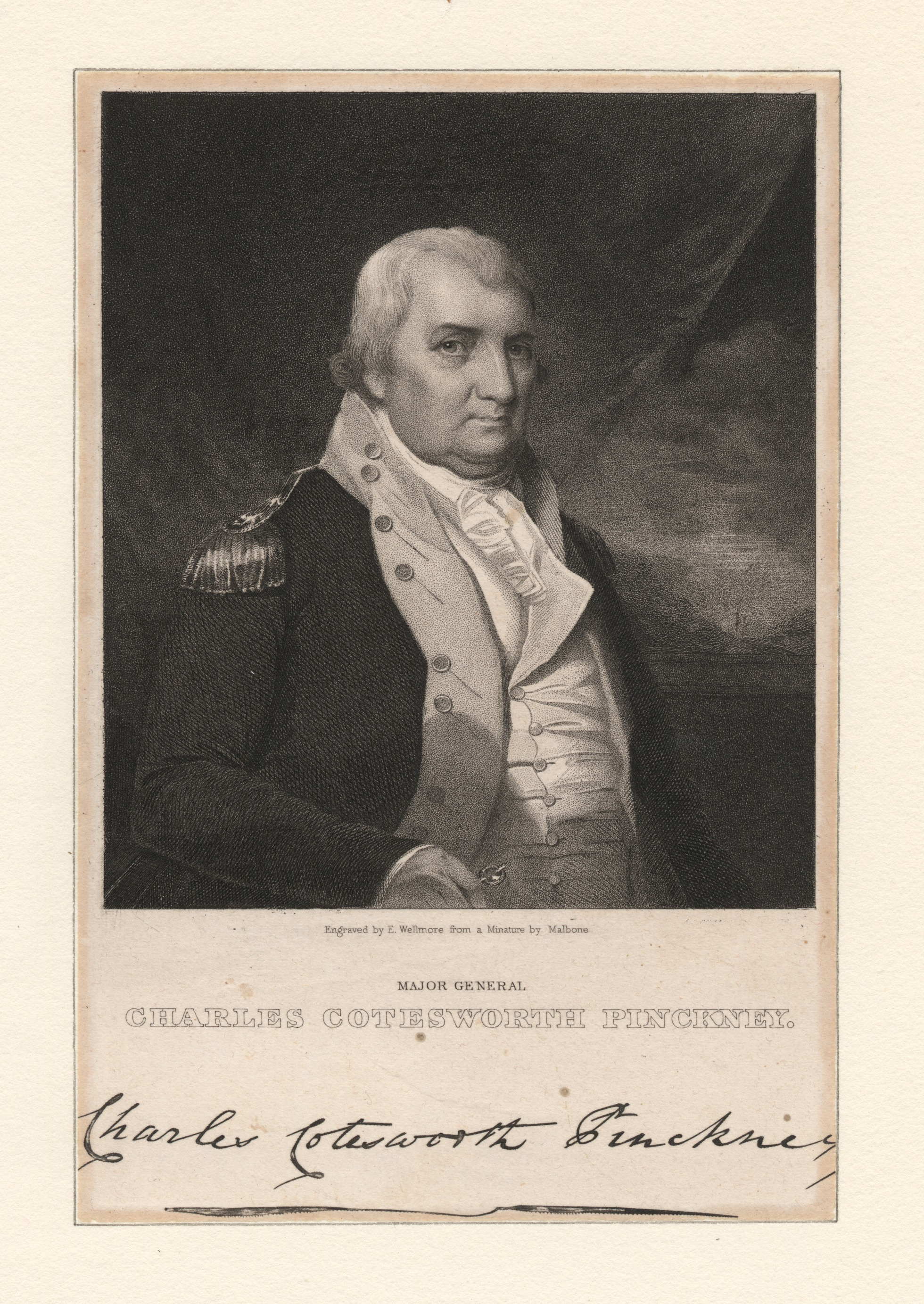
El mayor general Charles Cotesworth Pinckney (NYPL NYPG94-F43-419838)

Tras el fin de la Guerra de Independencia, Pinckney volvió a su bufete, haciéndose uno de los abogados más destacados de Carolina del Sur. También volvió a la Cámara baja de la legislatura de Carolina del Sur, y junto con su hermano se convirtió en un defensor de los terratenientes élites del Lowcountry de Carolina del Sur, quienes dominaban el gobierno del estado en esa época. Se oponía a intentos de prohibir la importación de esclavos, arguyendo que la economía de Carolina del Ser requería un flujo continuo de nuevos esclavos. Pinckney también encabezó el intento de resolver una controversia fronteriza con Georgia, y firmó la Convención de Beaufort, la que temporalmente terminó algunas de estas disputas.
La Guerra de Independencia convenció a Pinckney que la defensa de Carolina del Sur requería la cooperación de las otras colonias. Por eso, Pinckney apoyaba un gobierno nacional más fuerte que el de los Artículos de la Confederación, y representó Carolina del Sur en la Convención constitucional de 1787. Pinckney arguyó que los esclavos africanos sean considerados como base de representación.
Pinckney apoyaba un gobierno nacional fuerte para reemplazar el débil de entonces. Se oponía la elección de representantes mediante el voto popular, y se oponía pagando a senadores, quienes, arguyó Pinckney, debían ser hombres de riqueza independiente. Pinckney desempeñó un papel clave en mandar que los tratados sean ratificados por el Senado, y en el compromiso que causó la abolición del comercio atlántico de esclavos.
Pinckney ayudó a asegurar que la convención de Carolina del Sur de 1788 ratificaron la Constitución, y ayudó a promulgar la Constitución de Carolina del Sur en 1790.

## Caso XYZ

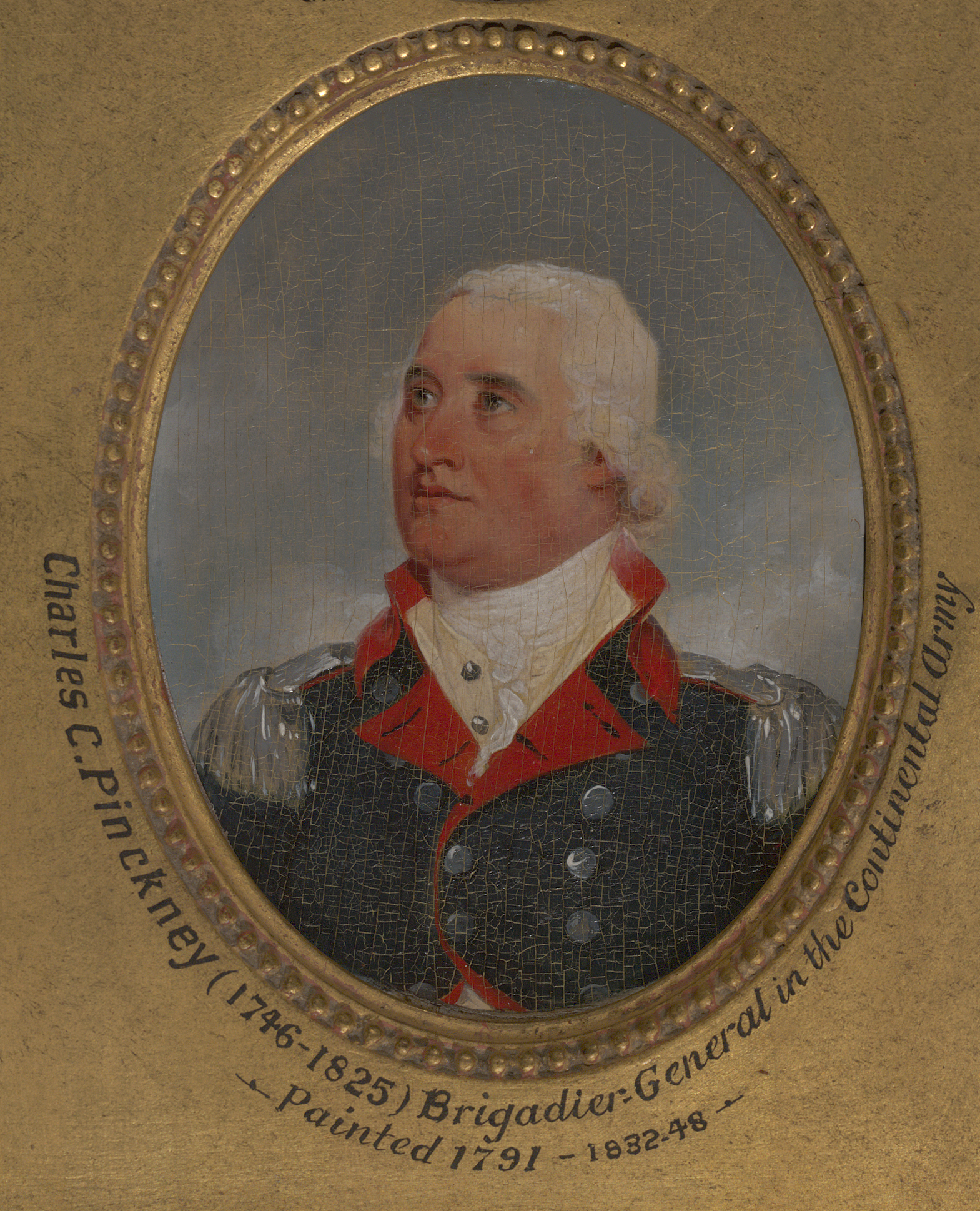
Retrato en miniatura de Pinckney pintado en 1791 por John Trumbull.

En 1789, el presidente George Washington ofreció a Pinckney la posición de Secretario de Estado o la de Secretario de Guerra, y Pinckney rechazó ambas ofertas. En 1796, Pinckney aceptó el cargo de Ministro a Francia. Las relaciones con la Primera República Francesa no eran buenas, el Tratado de Jay entre los Estados Unidos y Gran Bretaña había enojado a miembros del Directorio francés, y habían ordenado que la Marina Nacional intensificaran las incautaciones de embarcaciones americanas que comerciaban con Gran Bretaña, con la que Francia estaba en guerra. Cuando Pinckney presentó sus credenciales en noviembre de 1796, estas fueron rechazadas y el Directorio dijo que no era posible aceptar a ningún embajador hasta que resolviera la crisis.
Tras comunicar lo sucedido al presidente John Adams en 1797, este envió a una comisión formada por Pinckney, John Marshall y Elbridge Gerry para que tratara con los franceses. Después de una reunión preliminar con el ministro Talleyrand, unos intermediarios se les acercaron y les comunicaron las exigencias francesas. Estas incluían un gran préstamo a Francia, que los comisionados recibieron orden de rechazar, y grandes sobornos para Talleyrand y miembros del Directorio. Dichos intercambios pasaron a ser conocidos como el "Caso XYZ".
El fracaso de estas negociaciones llevó a la Cuasi-Guerra (1798–1800) entre las armadas de los dos países.
Con el estallido de la guerra siendo inminente, a instancias de Washington el Congreso ofreció a Pinckney una posición como general. Washington creía que la experiencia y el apoyo político de que gozaba Pinckney en el Sur lo harían indispensable a la hora de defenderse contra una posible invasión. Pinckney encabezó el Departamento del Sur del Ejército desde julio de 1798 hasta junio de 1800.

## Candidato presidencial
Pinckney empezó a identificarse con los federalistas después de su retorno de Francia. Con el apoyo de Hamilton, fue el candidato vicepresidencial de los Federalistas en las elecciones presidenciales de 1800. El servicio político y militar de Pinckney le habían ganado renombre en el Sur, y los Federalistas habían esperado que su fama arrebatase algunos votos del nominado demócrata-republicano Thomas Jefferson. Luchas internas entre los partidarios de Adams y los de Hamilton atormentaron a los Federalistas, y los demócrata-republicanos ganaron las elecciones.
En las elecciones de 1804, los federalistas tenían pocas esperanzas de derrotar a Jefferson. Los federalistas nominaron a Pinckney como candidato presidencial, pero ni Pinckney ni los federalistas llevaron a cabo una campaña demasiado activa, y Jefferson ganó por mucha ventaja.
En 1808, con la popularidad de Jefferson disminuyendo, los Federalistas tenían más esperanzas de retomar la presidencia. Con una guerra posible contra Francia o Gran Bretaña, los Federalistas esperaban que la experiencia militar de Pinckney atrajera a los votantes, y lo nominaron en su convención. Pero Madison volvió a ganar las elecciones.

## Últimos años
Tras las elecciones de 1808, Pinckney se concentró en sus plantaciones y su bufete.
Pinckney falleció el 16 de agosto de 1825 y estaba enterrado en St. Michael's Churchyard en Charleston, Carolina del Sur. En su lápida se lee: «Uno de los fundadores de la República americana. En guerra fue un compañero de lucha y amigo de Washington, en la paz disfrutó de su confianza inmutable.»

## Monumentos
Se han nombrado muchos lugares en honor a Pinckney
- El Castillo Pinckney en el Puerto de Charleston, construido hacia 1810.
- Pinckney Island National Wildlife Refuge, un refugio nacional de vida silvestre en el sitio de la plantación de la familia Pinckney.
- Escuela Primaria Pinckney en Lawrence, Kansas.
- Escuela Primaria C.C. Pinckney en Fort Jackson, Carolina del Sur
- En 1942, durante la Segunda Guerra Mundial, una barca de clase Liberty en Wilmington, Carolina del Norte nombrada la S.S. Charles C. Pinckney
- Pinckney Street en Beacon Hill en Boston, Massachusetts.
- Pinckney Street en Madison, Wisconsin.
- Pinckneyville, Illinois.
- Pinckney Highway (SC 9) en Chester, Carolina del Sur.
- Pinckneya, un género monotípico de Rubiaceae.[17]